# Gaetano Arfé
Gaetano Arfé (Somma Vesuviana, 12 novembre 1925 – Napoli, 13 settembre 2007) è stato un politico, giornalista e storico italiano.

## Biografia
Nel 1942, subito dopo la licenza liceale, entra a far parte di Italia Libera, un gruppo clandestino di ispirazione azionista e viene presentato a Benedetto Croce da Ettore Ceccoli, editore e libraio ex comunista e amico del padre. All'università conosce Giorgio Napolitano e prende a frequentare giovani antifascisti. La polizia però lo tiene d'occhio e i genitori lo mandano da uno zio a Sondrio. Giunto nella città lombarda ai primi del 1943, collabora con alcuni azionisti che aiutano prigionieri di guerra, perseguitati politici ed ebrei a varcare il confine svizzero. Arrestato e tornato libero dopo alcune settimane, svolge attività di collegamento tra il CLN di Sondrio e Milano e i partigiani della Valtellina, ai quali si unisce nel 1944 militando in una formazione di Giustizia e Libertà fino alla liberazione.
Dopo la guerra, nel 1945 si iscrive al Partito Socialista, nel quale rimarrà fino al 1985, e ricomincia a studiare. Laureatosi in lettere e filosofia all'Università di Napoli nel 1948, si specializza in storia presso l'Istituto Italiano per gli Studi Storici presieduto da Benedetto Croce. ed entra a far parte con Giorgio Napolitano,  Ugo Feliziani e Tommaso Russo del "Gruppo Gramsci", un collettivo di studio legato al PCI, che si raccoglie attorno a Guido Piegari e Gerardo Marotta per formare quadri culturali e politici della sinistra. Il gruppo, che accusa il PCI di aver ridotto la politica meridionalista a solo "elettoralismo", delegittimato dal partito, si scioglie..
Negli anni cinquanta, mentre è funzionario presso l'Archivio di Stato di Napoli, partecipa ad una manifestazione per la pace organizzata dalla "Gioventù meridionale" con l'appoggio del PCI, e per questo viene trasferito d'autorità a Firenze, dove entra in contatto con la rivista Il Ponte e con personalità dell'antifascismo quali Romano Bilenchi, direttore del "Nuovo Corriere", Delio Cantimori, Cesare Luporini, Piero Calamandrei Tristano Codignola e don Milani, che lo invita a Barbiana, dove Arfé tiene spesso lezioni sul socialismo, 
sulla pace, la guerra e la Questione meridionale.. Collabora inoltre con Gaetano Salvemini alla raccolta degli scritti sulla questione meridionale.
Dal 1965 è libero docente di Storia contemporanea nelle Università di Bari e Salerno. Nel 1973 diviene titolare della cattedra di "Storia dei partiti e movimenti politici" presso la facoltà di Scienze Politiche dell'Università degli Studi di Firenze.
Dal 1959 al 1971 è condirettore della rivista socialista Mondo Operaio, e dal 1966 diviene direttore del quotidiano socialista Avanti!, alla cui guida resterà per dieci anni. Proprio a causa delle inchieste sulle "trame nere" pubblicate sul giornale da lui diretto, Arfé è vittima di un attentato terroristico che il 2 aprile del 1975 devasta la sua abitazione con un ordigno esplosivo, provocando il ferimento di tre persone.
Nel PSI fa parte del Comitato centrale e della Direzione del partito dal 1957 al 1982; nel 1972 è eletto senatore nel collegio di Parma, e ricopre il ruolo di vicepresidente della "Commissione istruzione" e poi della "Commissione esteri", nonché relatore della legge sui "Provvedimenti urgenti per l'Università".
Nel 1976 è eletto deputato nel collegio di Parma-Modena-Reggio-Piacenza; entra nella "Commissione affari costituzionali" e rappresentò il gruppo socialista nelle trattative sul Concordato.
Nel 1979 viene eletto deputato al Parlamento europeo per il collegio Nord-est per le liste del PSI e un anno dopo lo troviamo nel Club del Coccodrillo, convinto assertore dell'obiettivo di Altiero Spinelli: riformare le Istituzioni europee. Partito da questa convinzione, vede nell'europeismo il terreno di una possibile unità tra socialisti e comunisti e sostiene con convinzione la necessità di un'azione unitaria della sinistra che si configura come una vera e propria "reinvenzione".
Al Parlamento europeo è
relatore sul tema della politica televisiva europea e promuove la Carta dei diritti delle minoranze etniche e linguistiche. È stato membro della Commissione per la gioventù, la cultura, l'educazione, l'informazione e lo sport e della Delegazione al comitato misto Parlamento europeo/Assemblea della Repubblica del Portogallo.
Ha aderito al gruppo parlamentare del Partito del Socialismo Europeo.
La Risoluzione del Parlamento europeo dedicata alla tutela delle minoranze etniche e linguistiche, approvata il 16 ottobre 1981, è anche nota come "Risoluzione Arfé".
Nel 1985, in totale disaccordo col segretario Bettino Craxi, lascia il Partito Socialista e l'anno successivo dà alle stampe lo scritto La questione socialista, con cui motiva la sua fuoruscita.
Nel 1987 è eletto senatore nel collegio di Rimini per la sinistra indipendente.
Numerosi i suoi scritti ed interventi su personaggi e tematiche di storia dei movimenti politici, con attenzione anche alle vicende di Giustizia e Libertà, dell'anarchismo, su momenti e personaggi minori della storia del movimento operaio.
Negli ultimi anni della sua vita ha collaborato con la rivista online Fuoriregistro. È inoltre apparso nel film Don Milani del 1976 diretto da Ivan Angeli, recitando la parte di sé stesso.
Muore a Napoli il 13 settembre 2007 in seguito ad una crisi respiratoria.

## Archivio
Il fondo Gaetano Arfé, donato per lascito testamentario alla Fondazione di studi storici Filippo Turati è conservato e consultabile presso tale fondazione.

## Opere
Fra i suoi scritti più importanti:
- Storia dell'Avanti!, edizioni Avanti!, Milano, 1956-1958, ristampato a cura di Franca Assante,  Napoli, Giannini, 2002.
- Storia del socialismo italiano 1892-1926, Torino, Einaudi, 1965.
- Storia delle idee politiche economiche e sociali, (cura del 5º volume, sull'età della rivoluzione industriale), Torino, UTET, 1972.
- La questione socialista: per una possibile reinvenzione della sinistra, Torino, Einaudi, Torino, 1986.
- I socialisti del mio secolo, a cura di Donatella Cherubini, Manduria-Bari-Roma, Lacaita, 2002.
- Scritti di storia e politica, a cura di Giuseppe Aragno, Napoli, La Città del Sole, 2005.